# Ford Sierra
La Ford Sierra è un'autovettura di classe media prodotta dalla casa automobilistica statunitense Ford tra il 1982 ed il 1993.

## Prima serie (1982-1987)
Erede della Ford Taunus TC e della Ford Cortina nei Paesi anglosassoni, la Sierra si presentava sul mercato come modello totalmente nuovo, sebbene ne ereditasse molti motori e l'impostazione tecnica di base: motore anteriore longitudinale e trazione posteriore. Il pianale (chiamato DE-1) era completamente nuovo e lo dimostra lo schema della sospensione posteriore a ruote indipendenti (bracci obliqui) anziché ad assale rigido. Altra novità tecnica di rilievo fu l'adozione del cambio a 5 marce di serie o in opzione su tutte le versioni della gamma.
Ma più che la tecnica, ad essere rivoluzionaria (non solo rispetto alla Taunus) era la linea della vettura (direttamente derivata da un prototipo da salone, la Probe III esposta al Salone di Francoforte 1981, fatto raro nel mondo dell'automobile), che riprendeva il concetto di due volumi e mezzo con portellone (vale a dire una due volumi con accenno di coda), introdotta con la Escort Mk3, reinterpretandola però in chiave assai più tondeggiante e aerodinamica. Il coefficiente di penetrazione aerodinamica si attestava a 0,34 per le versioni standard (0,32 per la XR4i) e contribuiva a garantire consumi ridotti e velocità di punta elevate in rapporto alla potenza massima disponibile.
La vettura suscitò subito molto interesse in Europa anche se in alcuni paesi, fra cui l'Italia, la sua carrozzeria fu giudicata inizialmente troppo "avveniristica" dalla tradizionale clientela della Taunus e i migliori risultati di vendita vennero raggiunti dopo qualche anno dall'introduzione sul mercato.

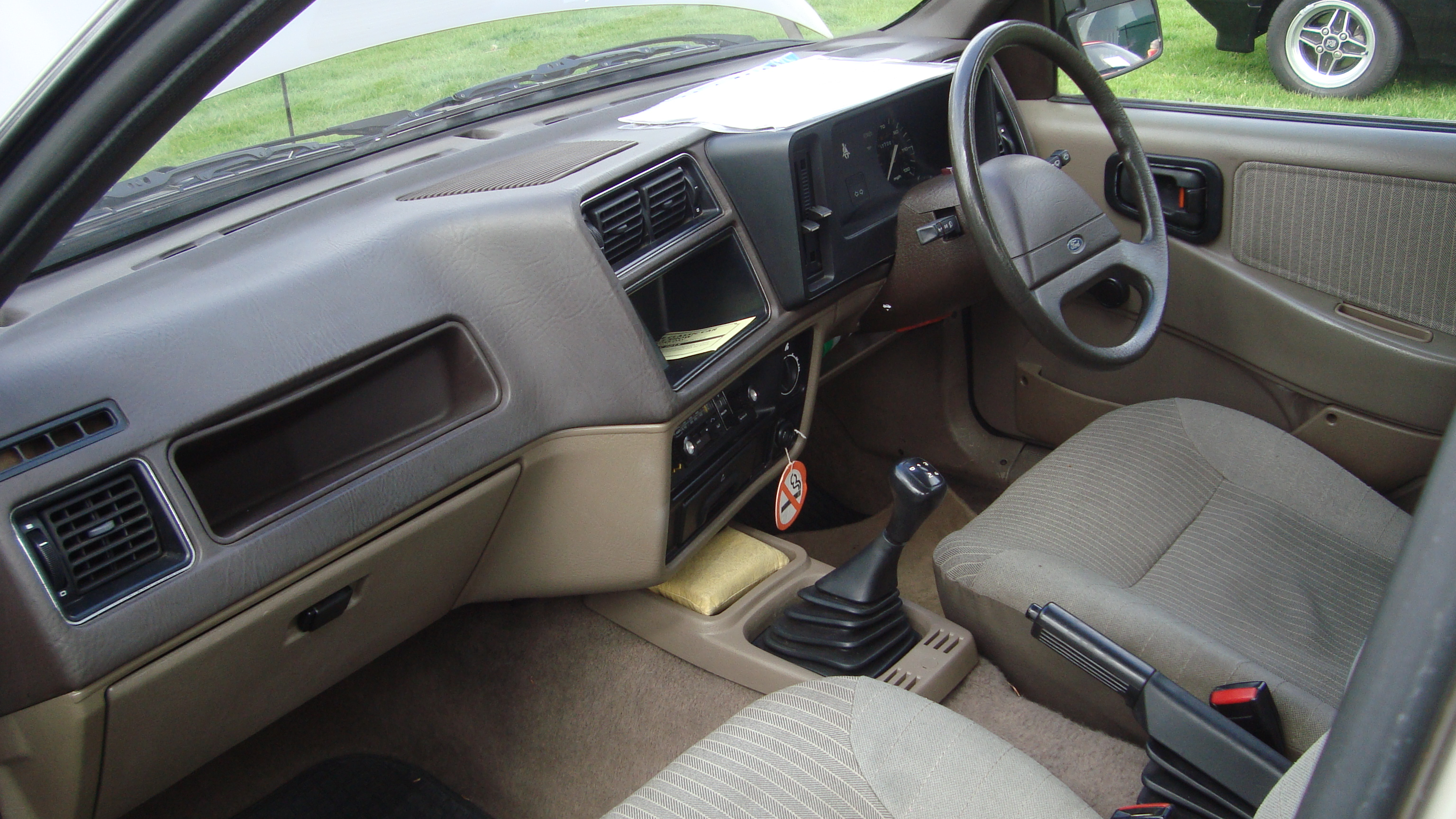
Gli interni di una Sierra 1.6 L del 1983

La gamma dei motori includeva i classici 4 cilindri monoalbero in testa di 1293 cm³ (60cv), 1593 cm³ da 75 CV e 1993 cm³ da 105 CV, derivati da quelli in uso sulla gamma Taunus, cui si aggiunsero il 2.8 V6 ad iniezione elettronica da 150 CV, già in forza sulla Ford Granada 2.8i, ed il 4 cilindri Diesel di origine Peugeot da 2304 cm³ da 67 CV. Completavano poi la gamma i V6 a carburatore: il 1998 cm³ da 90 CV, disponibile come opzione al posto del 4 cilindri, e il 2293 cm³ da 114 CV. Dal 1985 venne poi introdotto il motore 1.8 a carburatore da 90 cv, ripreso dalla nuova ammiraglia Scorpio, destinato in Italia a diventare presto la versione a benzina più diffusa grazie anche alla politica commerciale che lo propose in alcuni periodi a pari prezzo del 1.6 da 75 CV.
Ampia, come sempre, la gamma derivante dalla combinazione di quattro tipi di carrozzeria (berlina a 3 porte, berlina a 3 porte con doppio montante e terzo finestrino laterale, berlina a 5 porte e Station wagon), 5 allestimenti (base, L, GL, Ghia e XR4) e, come visto, 6 motorizzazioni (5 benzina e un diesel).
Nella gamma per l'Italia non era inizialmente disponibile la berlina 3 porte, mentre l'originale carrozzeria a 3 porte con tre finestrini laterali era riservata alla sportiva XR4i, mossa dal V6 di 2,8 litri da 150 cv. In particolare sul mercato italiano erano disponibili le versioni:
- Sierra 1.3 (negli allestimenti base, L e GL - solo berlina)
- Sierra 1.6 (base, "Economy"[3], L, "Laser", GL e Ghia)
- Sierra 1.8 (GL e Ghia)[4]
- Sierra 2.0 (GL e Ghia)
- Sierra 2.0 V6 (GL e Ghia)
- Sierra 2.3 V6 (Ghia, solo berlina)
- Sierra 2.8 3p V6 XR4i
- Sierra 2.8 XR4x4
- Sierra 2.3D (base, L, "Laser" e GL)

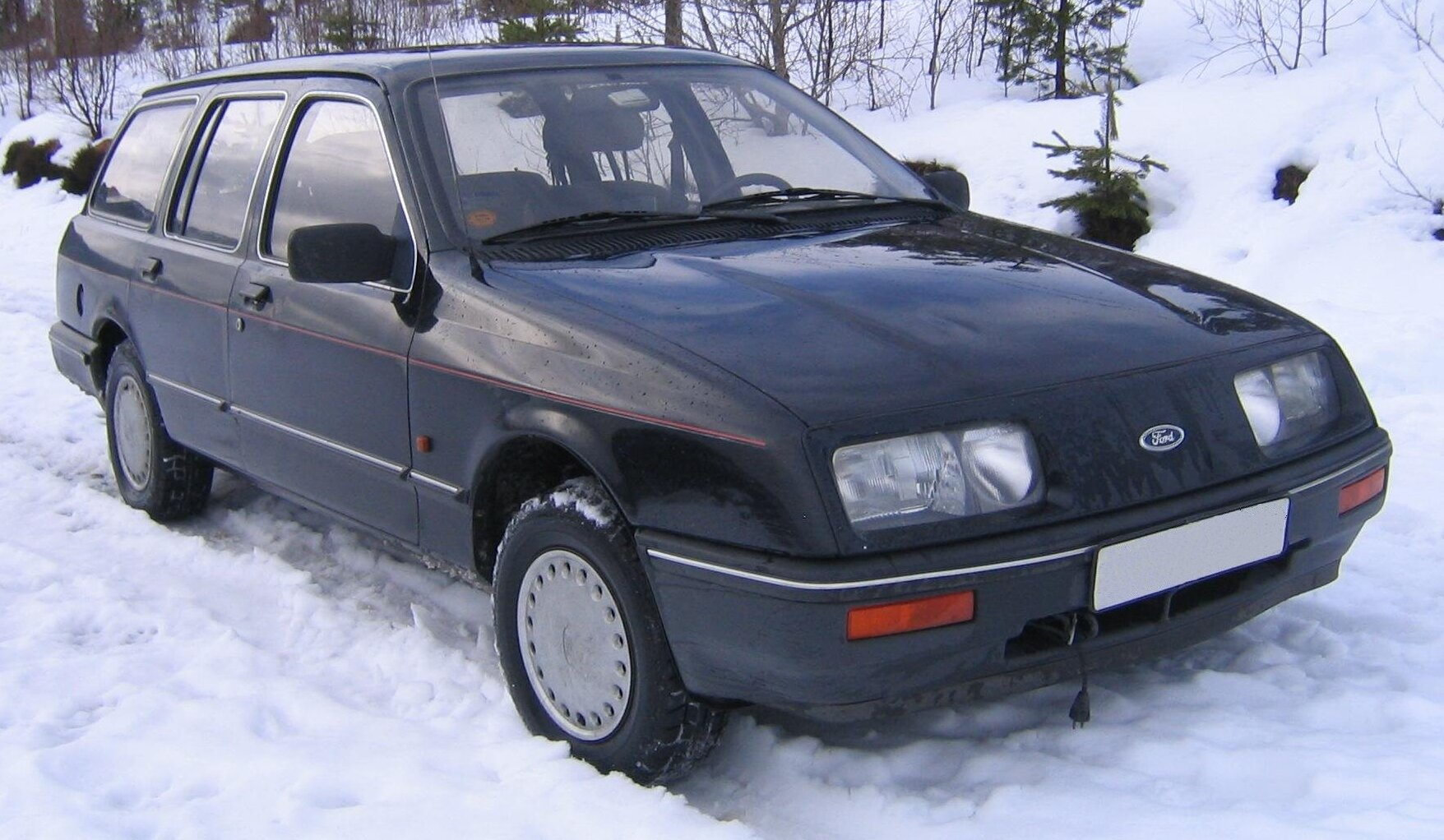
Vista frontale di una Sierra station wagon con doppi fari frontali e mascherina senza prese d'aria

Gli allestimenti differivano, oltre che per il livello di finiture interne e dotazioni di bordo (con la base piuttosto essenziale e la Ghia particolarmente lussuosa), anche per alcuni particolari della carrozzeria. Ghia ed XR4i avevano un frontale con 4 fari ricoperti da un guscio rettangolare, mascherina liscia e paraurti con fendinebbia integrati, mentre L e GL avevano una mascherina in tinta a listelli orizzontali, fari singoli e assenza di fendinebbia. Sulla base la mascherina era nera. Anche altri particolari variavano da versione a versione: gli specchietti erano in tinta su Ghia e XR4i, neri sulle altre, le calotte copriruota o copricerchi integrali e altri dettagli. La XR4i, inoltre, era caratterizzata sportivamente, con fascioni laterali, minigonne, spoiler posteriore biplano, codolini passaruota, cerchi in lega, interni sportivi.
La presentazione dell'ammiraglia Scorpio nel 1985 portò nella gamma Sierra anche la motorizzazione 2.0 4 cilindri a iniezione elettronica da 115 CV ed il nuovo allestimento "S", prodotto a 3 e 5 porte. Tale versione riprendeva sostanzialmente l'allestimento "L" integrandolo però con la mascherina lenticolare come sulle "Ghia", sospensioni sportive, paraurti in tinta con la carrozzeria, fari fendinebbia e contagiri. Il lancio di questa variante fu occasione anche per una razionalizzazione del listino sul mercato italiano, dal quale uscirono le versioni e gli allestimenti meno richiesti: il motori 1.3 e V6 a carburatore, l'allestimento "base" e la variante "Economy" del 1.6 75 CV. Sempre nel 1985, venne introdotta la trazione integrale sulle versioni 2.8 V6, che adesso diventano Sierra XR4x4, mantenendo comunque la caratteristica carrozzeria a tre porte e due vetri laterali. Nonostante ciò, la Sierra XR4x4 venne prodotta anche come hatchback.

### Motorizzazioni prima serie
| Modello     | Disponibilità       | Motore  | Cilindrata (cm³) | Potenza         | Coppia max (Nm) | Emissioni CO2 (g/Km) | 0–100 km/h (secondi) | Velocità max (Km/h) | Consumo medio (Km/l) |
| 1.3         | dal debutto al 1985 | Benzina | 1294             | 44 kW (60 Cv)   | 98              | n.d                  | 18                   | 152                 | 13.1                 |
| 1.6         | dal debutto al 1987 | Benzina | 1597             | 54 kW (73 Cv)   | 121             | n.d                  | 14.3                 | 165                 | 13.7                 |
| 1.8         | dal 1984 al 1987    | Benzina | 1796             | 65 kW (88 Cv)   | 137             | n.d                  | 11.9                 | 178                 | 13.1                 |
| 2.0 V6      | dal debutto al 1985 | Benzina | 1999             | 66 kW (90 Cv)   | 150             | n.d                  | 12.7                 | 171                 | 11.5                 |
| 2.0         | dal debutto al 1987 | Benzina | 1993             | 77 kW (105 Cv)  | 157             | n.d                  | 10.5                 | 185                 | 12.5                 |
| 2.0i        | dal 1985 al 1987    | Benzina | 1993             | 83 kW (113 Cv)  | 157             | n.d                  | 10                   | 190                 | 12.5                 |
| RS Cosworth | dal 1985 al 1987    | Benzina | 1993             | 150 kW (204 Cv) | 275             | n.d                  | 6.8                  | 240                 | 10.7                 |
| 2.3 V6      | dal debutto al 1984 | Benzina | 2293             | 84 kW (114 Cv)  | 176             | n.d                  | 10.5                 | 186                 | 11.5                 |
| 2.8i V6 XR  | dal 1983 al 1987    | Benzina | 2792             | 110 kW (150 Cv) | 214             | n.d                  | 8.4                  | 200                 | 9.1                  |
| 2.3 Diesel  | dal debutto al 1987 | Diesel  | 2304             | 49 kW (67 Cv)   | 139             | n.d                  | 19.1                 | 152                 | 15                   |

### Sierra XR4i e XR4x4

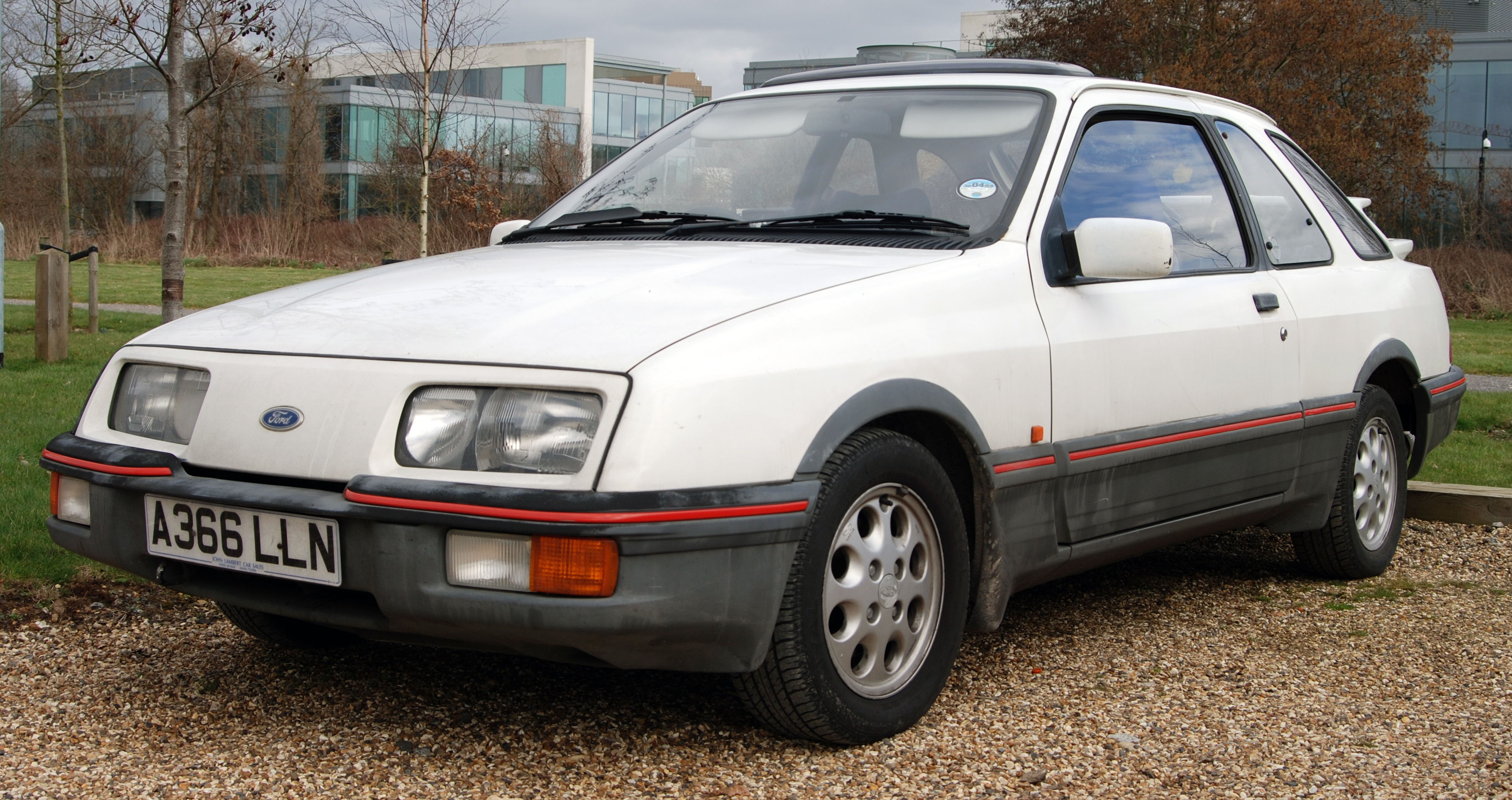
Ford Sierra XR4i con la caratteristica carrozzeria a tre porte con doppio finestrino laterale

Nel 1983 Ford lanciò sul mercato le versioni sportive della sua berlina media Ford Sierra, mosse dal motore 2.8 V6 ad iniezione elettronica da 150 CV della famiglia Cologne già montato, tra l'altro, dalla Ford Capri Injection dello stesso periodo. Questa versione della Ford Sierra era caratterizzata, oltre che dai doppi fari e dalla calandra senza prese d'aria tipiche delle versioni Ghia, anche dai paraurti sportivi con profili rossi, dai cerchi in lega specifici e dagli interni con sellerie e caratterizzazioni specifiche, anche da alcuni particolari evidenti, come i caratteristici due vetri laterali situati dopo il montante B (di cui il primo apribile a compasso) e il doppio spoiler posteriore, che copriva anche il lunotto. Queste particolarità stilistiche, però, non resero questo modello iconico come le sorelle Fiesta XR2 ed Escort XR3. Nel 1985 Ford lanciò la Sierra XR4x4, una versione aggiornata e dotata di trazione integrale della Sierra XR4i. Il motore rimase sempre lo stesso, ma la novità fu proprio l'adozione della trazione integrale. Altra novità fu l'introduzione nella gamma della Sierra XR4x4 delle versioni a cinque porte. La Sierra XR4i fu venduta negli Stati Uniti d'America come Merkur XR4Ti dal 1985 al 1989, riscuotendo però poco successo.

### Sierra RS Cosworth

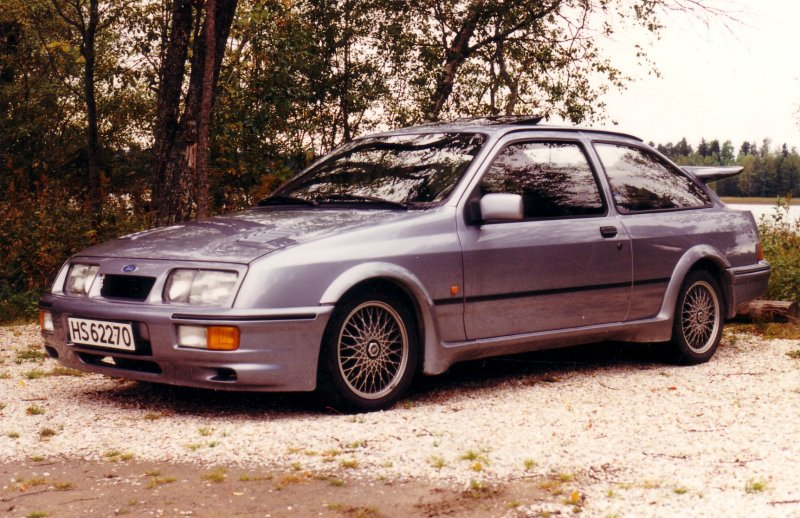
Una Ford Sierra RS Cosworth in moonstone blue

Il progetto venne definito da Stuart Turner nella primavera del 1983. Turner entrò in contatto con Walter Hayes, al tempo vice presidente della sezione Pubbliche Relazioni della Ford, per avere supporto per il progetto e ottenne il consenso.
Nel frattempo, la Cosworth presentò la sua nuova creazione, ovvero il motore YAA. Quest'ultimo era dotato di un doppio albero a camme, 16 valvole ed era basato sul blocco motore T88 della Ford, meglio conosciuto come Pinto. Questo prototipo, fornì a Turner la base necessaria per il suo progetto. Infatti, venne in seguito richiesta una versione turbo (Cosworth YBB) con 182 CV per la versione stradale e 304 CV per le versioni da corsa. La Cosworth accettò, ma incluse due clausole nel contratto: il motore in versione stradale doveva avere almeno 206 CV e la Ford avrebbe dovuto comprare non meno di 15.000 motori. Per la futura Sierra RS, erano state stimate appena 5000 unità, ma la Ford accettò comunque le condizioni. I 10.000 motori rimanenti, diventarono una delle ragioni per cui venne prodotta anche una seconda versione a quattro porte della Sierra RS Cosworth.

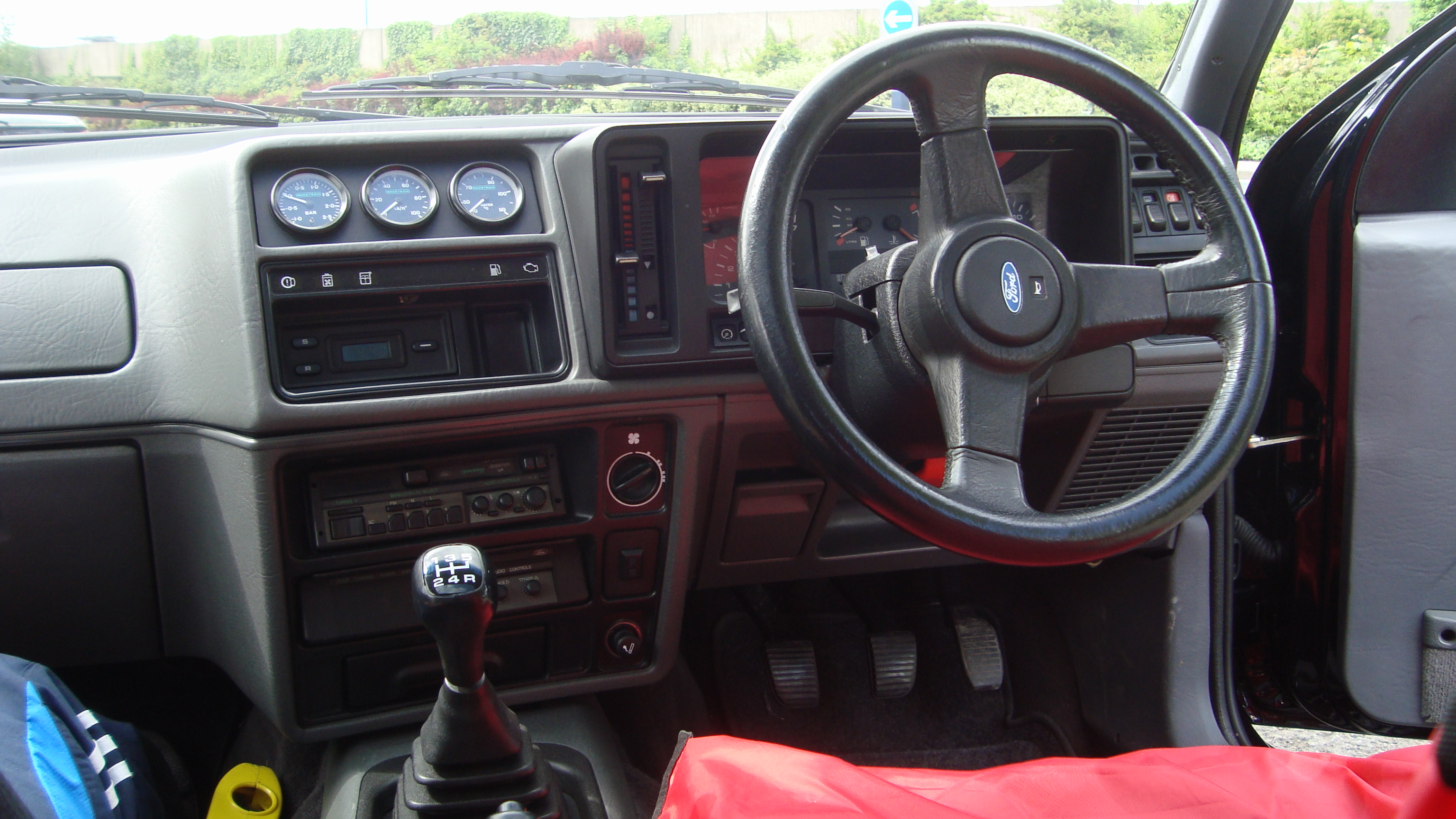
Gli interni di una Sierra RS Cosworth del 1987

Come trasmissione, venne scelta la Borg-Warner T5 utilizzata pure dalla Ford Mustang, ma a causa delle caratteristiche della Sierra, vi furono dei problemi. La Borg-Warner dovette quindi realizzare una linea di produzione speciale per le trasmissioni da utilizzare nella Sierra RS Cosworth.
Lothar Pinske, responsabile del corpo vettura, ottenne carta bianca per cercare di rendere la Sierra stabile ad alte velocità. L'esperienza mostrò che la versione coupé della vettura possedeva perdite di aderenza significative addirittura a velocità moderate.
Dopo numerosi test nella galleria del vento e nel circuito di Nardò in Italia, un prototipo venne presentato al management. Quest'ultimo era basato sulla XR4i con modifiche aerodinamiche in fibra di vetro e alluminio. Pinske insistette dicendo che le modifiche estetiche erano necessarie per la riuscita del progetto. L'alettone posteriore era necessario per garantire la stabilità anche a 300 km/h, mentre la presa d'aria tra i fanali anteriori serviva per fornire l'intercooler di aria.
Nel 1984 Walter Hayes visitò i rivenditori Ford europei, per sondare le potenzialità del mercato. I risultati furono deprimenti: si stimò approssimativamente la vendita di sole 1500 vetture.

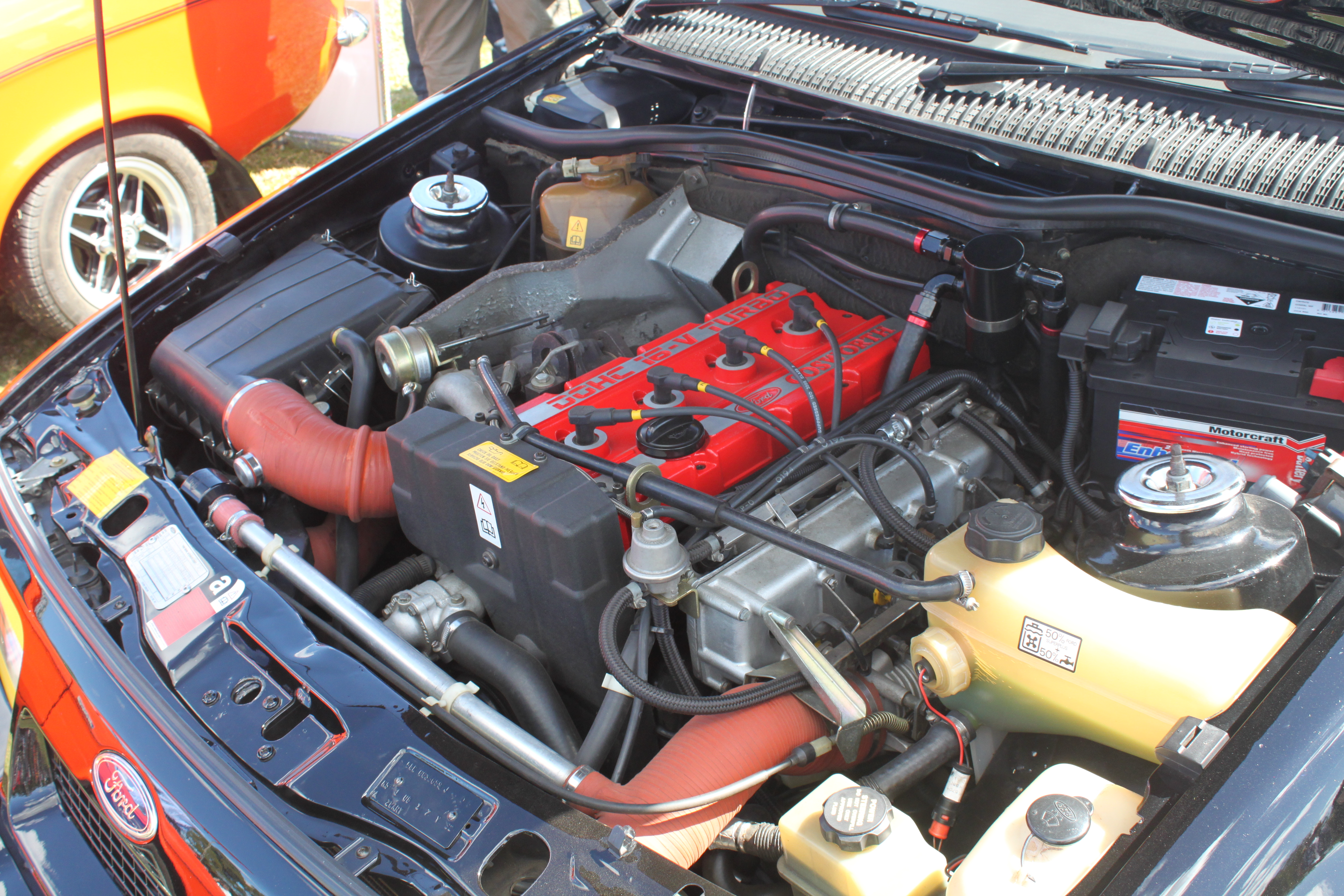
Motore di una Ford Sierra RS500 Cosworth del 1986

Hayes non si arrese e continuò a seguire il marketing del progetto. I rivenditori vennero invitati a sessioni di prova della vettura e in questo modo aumentò l'entusiasmo per la nuova Sierra RS Cosworth. Inoltre, la Ford adottò alcune misure per ridurre il prezzo della vettura. Ad esempio, i colori disponibili furono solo tre (nero, bianco e blu pietra lunare) abbinati agli interni di colore grigio. La Sierra RS poteva essere acquistata con o senza la chiusura centralizzata e i finestrini elettrici. Infine, tipica caratteristica di tutte le Ford Cosworth fu l'alettone a coda di balena (whale tail), che si ritroverà negli anni novanta nelle Escort Cosworth, tra l'altro derivate proprio dalla Sierra Cosworth.

### Sierra RS500 Cosworth
Mike Moreton fu il capo del team che pianificò di sviluppare un'edizione limitata della Sierra. Nel marzo 1987, l'Aston Martin venne incaricata per svolgere il compito.

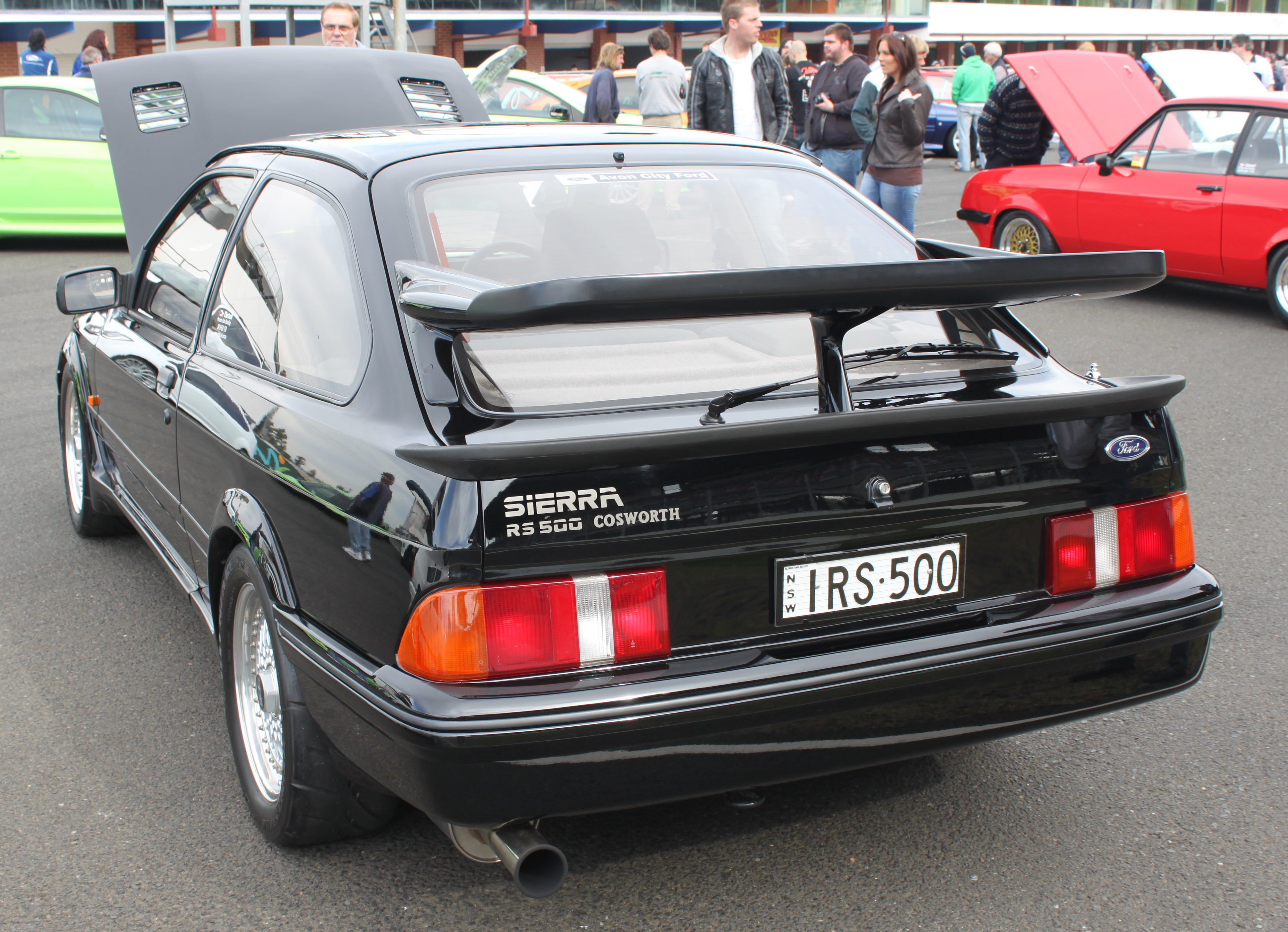
Vista posteriore di una Sierra RS500 Cosworth con il vistoso alettone posteriore a forma di coda di balena (whale tail)

La Cosworth RS500 venne annunciata nel luglio 1987 e venne omologata nell'agosto dello stesso anno.
La differenza principale rispetto alla RS Cosworth fu il motore da competizione. Le sue caratteristiche erano:
- Turbo Garrett T31/T04
- Intercooler maggiorato
- Un secondo set di quattro iniettori e una seconda tubazione per il carburante.
- La pompa della benzina migliorata.
- Potenziamento del sistema di raffreddamento e dell'olio.

L'RS500 possedeva anche delle piccole differenze estetiche, ovvero:
- Secondo spoiler di piccole dimensioni
- Adesivi discreti con la scritta RS500 sul posteriore e sulle ali frontali
- Un paraurti anteriore ridisegnato per migliorare il flusso d'aria e la eliminazione dei fendinebbia a favore di prese d'aria per il raffreddamento dei freni

Vennero prodotte esattamente 500 RS500, tutte quante vendute nel mercato inglese. In teoria le RS500 dovevano essere tutte di colore nero, ma in pratica ne vennero realizzate alcune bianche e altre blu pietra lunare, tutte esclusivamente dotate di volante a destra.
Alcuni preparatori europei, orfani di una versione LHD della RS500, allestirono delle versioni elaborate della Sierra RS Cosworth per i clienti privati, replicando alcune soluzioni tecniche ed estetiche proprie della RS500. Il tuner più famoso che si dedicò a questo progetto fu Wolf Racing [1], che proprio con la Sierra -tra il 1986 e il 1989- gareggiava e vinceva come team ufficiale nel campionato turismo tedesco DTM [2]. Grazie all'esperienza della squadra corse e visto l'entusiasmo suscitato dai successi in pista, la realizzazione di una versione street-legal della RS500 con guida a sinistra sembrò quasi obbligata.

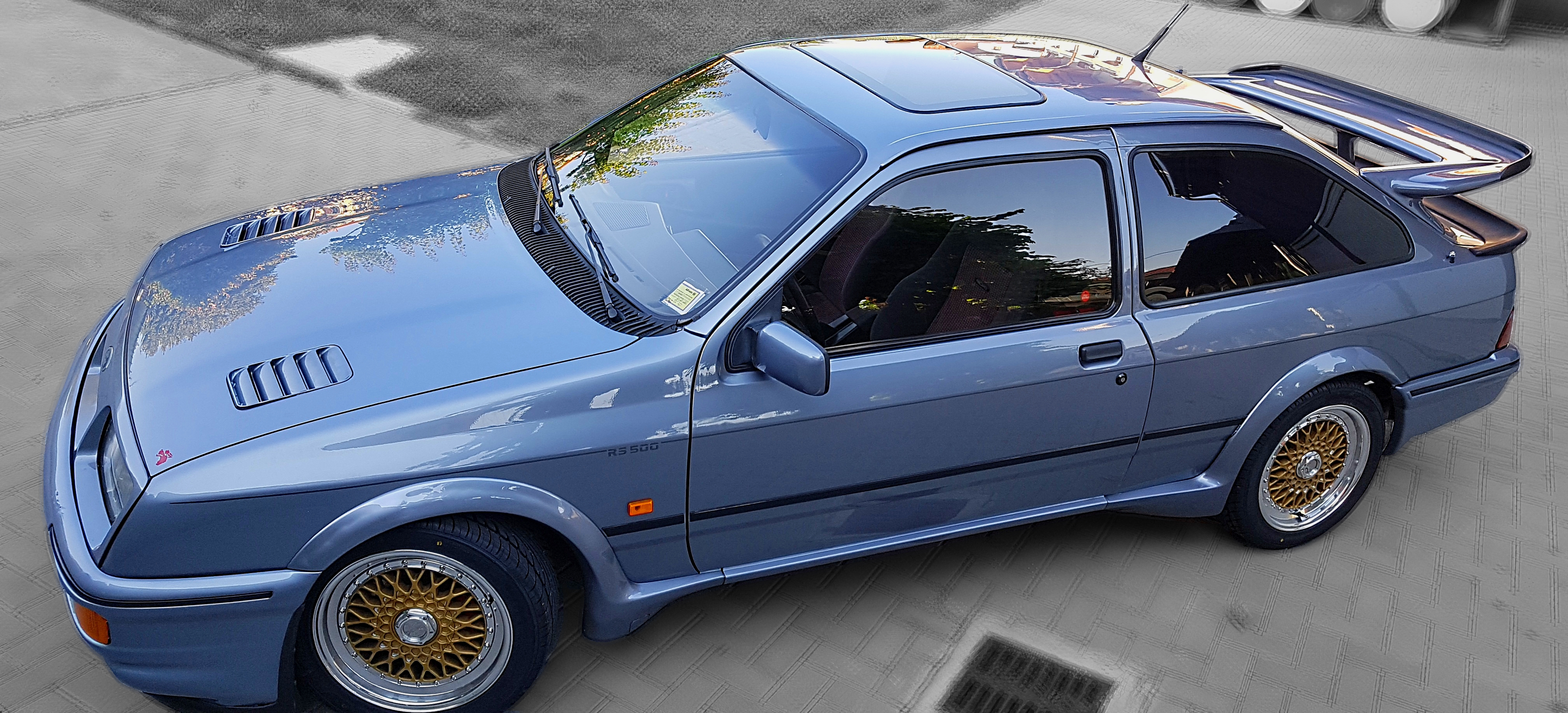
La vista esterna con il kit RS500 dedicato

Il kit ufficiale della preparazione prevedeva per la parte motore:
- pistoni stampati
- iniettori verdi
- pompa benzina maggiorata
- aps 3 bar
- wastegate racing
- mappatura centralina dedicata
- terminale di scarico in acciaio

Per quanto riguardava l'estetica:
- assetto ribassato
- cerchi 16" gold (come le versioni del campionato turismo britannico BTCC [3],
- kit aerodinamico RS500
- livree RS500
- vetri posteriori oscurati
- fondini strumentazione con fondoscala 300 km/h
- strumentazione aggiuntiva integrata nella console
- pomello cambio racing
- pedaliera sportiva

La potenza dichiarata era di 260 CV, anche se alcuni proprietari affermano di aver registrato al banco almeno 40 CV in più. Tra il 1986 e il 1989 (quasi due anni dopo l'uscita di produzione della Prima serie), vennero allestiti 10 esemplari street-legal RS500 replica, caratterizzati dal colore Ford Moonstone Blue.

## Seconda serie (1987-1993)
Nel febbraio 1987 venne presentata la nuova generazione della Sierra. Assieme alle versioni berlina, station-wagon e coupé, venne introdotta la berlina tre volumi 4 porte (senza portellone, che sul mercato britannico prendeva il nome Sierra Sapphire). Le principali caratteristiche della nuova Sierra furono una superficie vetrata maggiorata, in grado di garantire una migliore visibilità, una nuova fanaleria, sia anteriore che posteriore, dalle linee più morbide e avvolgenti (con frecce di direzione integrate in alcune versioni) e fasce paracolpi laterali più ampie.

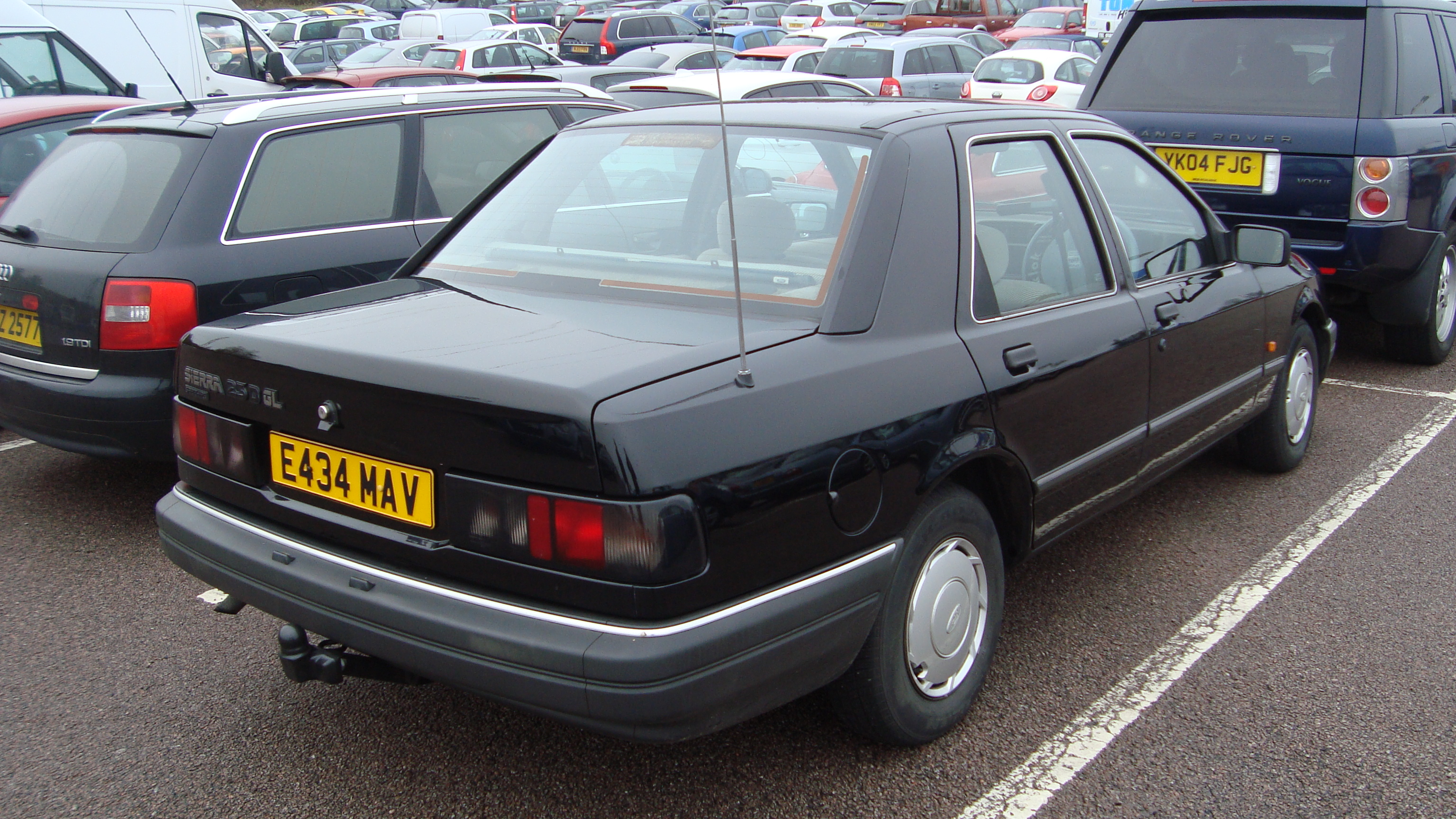
Vista posteriore di una Sierra berlina 3 volumi (Sapphire nei paesi anglosassoni)

Inoltre, venne anche introdotto un programma di revisione e la possibilità di equipaggiare la vettura con l'ABS e il parabrezza riscaldato. Gli allestimenti erano sei, ovvero il modello base CL, la GL, l'elegante Ghia, la sportiva S, la XR4x4 e la Ghia 4x4 station-wagon.
Tutti gli allestimenti erano dotati di telaio con sospensioni indipendenti e trazione posteriore, o integrale nel caso dei modelli 4x4.
In questa serie in vendita dal 1987 fu introdotto il nuovo motore 1.8 a carburatore da 90 CV, disponibile in Italia nelle versioni 1.8 GL e 1.8 Ghia.
Nel marzo 1987, venne anche presentata la nuova Sierra RS Cosworth, la quale era dotata di un 2,0 litri turbo con 2 alberi a camme, 16 valvole, intercooler e 205 CV. Tuttavia, la sua consegna iniziò l'anno successivo.
Nel marzo 1989 il nuovo 2,9 litri V6 da 144 CV con convertitore catalitico sostituì il V6 da 2,8 litri. Le versioni dotate del nuovo motore possedevano anche dei freni a disco e degli pneumatici 195/65 VR. Venne anche introdotta una nuova trasmissione MT75 a cinque velocità con prestazioni molto più elevate rispetto alla vecchia N9, soprattutto perché più leggera, grazie all'alluminio, di oltre 7 chili rispetto alla sua progenitrice.

### Seconda serie facelift: 1990-1993

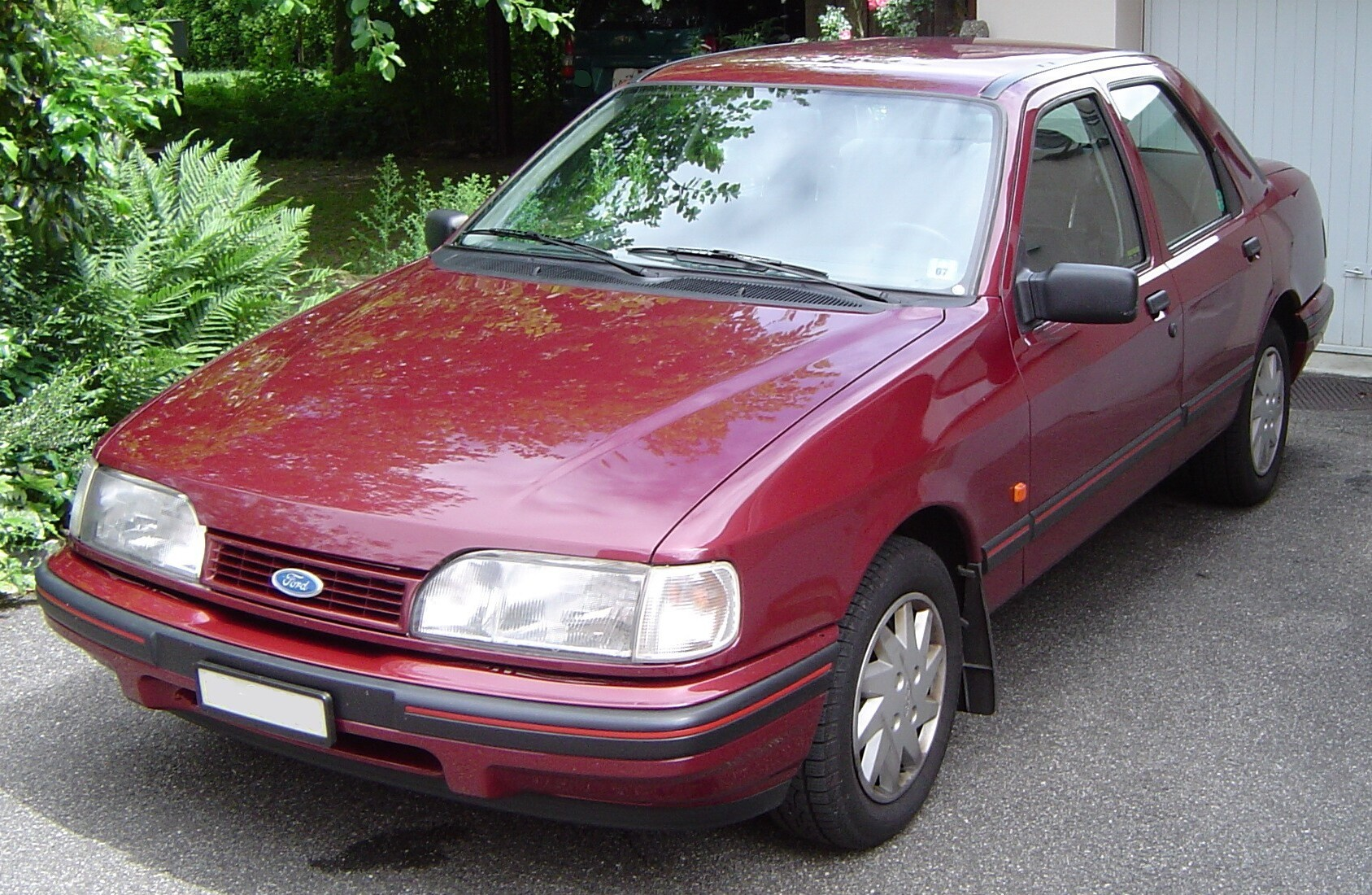
Ford Sierra CLX restyling del 1992

Nel marzo 1990 venne effettuato un facelift su tutte le varianti della Sierra. Le nuove versioni erano la CLX, la Ghia, la XR4i e la Cosworth 4x4. A parte il turbo diesel, furono cinque i motori benzina disponibili: il 1,6 litri da 80 CV, il 2,0 litri da 100 CV e 120 CV, il 2,0 litri Turbo da 218cv e il 2,9 litri da 145 CV.
Abbinata al motore DOHC, venne anche proposta una nuova trasmissione automatica a quattro rapporti A4LDE.
Esteticamente, vennero introdotte una nuova calandra e una nuova fanaleria, mentre negli interni venne ridisegnato il volante, il quale venne anche dotato di altezza e inclinazione regolabili.
Nel 1992 fu poi introdotta nella gamma Sierra la Serie GT, che oltre a beneficiare dei miglioramenti già precedentemente inseriti dalla Ford nel 1989 prima (con il motore 2.0i twin cam da 125 CV) e del restyling operato nel 1990 sopra citato, fu dotata di nuovi allestimenti particolarmente eleganti ma allo stesso tempo di design sportivo e con optional sempre la selleria in pelle: detta versione fu dotata altresì di alimentazione a benzina verde e di nuovi cerchi in lega progettati per quella serie, come pure di specifici cerchi copriruota sempre fatti per quella serie.
Fu migliorato sulla GT anche l'impianto di climatizzazione rispetto alle versioni precedenti, con introduzione del più moderno tipo di gas refrigerante ecologico.
La serie GT rimase in produzione fino ai primi mesi del 1993. Si pose come una ottima vettura di fascia medio/alta appena al di sotto la Sierra Cosworth, anch'essa alimentata con benzina verde negli ultimi esplari prodotti nel 1992/93.
Nel 1993 la Sierra venne rimpiazzata dalla Ford Mondeo.

### Motorizzazioni seconda serie
| Modello                    | Disponibilità       | Motore  | Cilindrata (cm³) | Potenza         | Coppia max (Nm) | Emissioni CO2 (g/Km) | 0–100 km/h (secondi) | Velocità max (Km/h) | Consumo medio (Km/l) |
| 1.6                        | dal debutto al 1989 | Benzina | 1597             | 54 kW (73 Cv)   | 121             | n.d                  | 14.3                 | 165                 | 13.7                 |
| 1.8                        | dal debutto al 1993 | Benzina | 1769             | 65 kW (88 Cv)   | 144             | n.d                  | 11.9                 | 172                 | 12.5                 |
| 2.0                        | dal debutto al 1990 | Benzina | 1993             | 75 kW (102 Cv)  | 154             | n.d                  | 10.5                 | 184                 | 12                   |
| 2.0 Twin Cam               | dal 1989 al 1991    | Benzina | 1998             | 79 kW (107 Cv)  | 171             | n.d                  | 10.5                 | 186                 | 13.1                 |
| 2.0i                       | dal debutto al 1989 | Benzina | 1993             | 83 kW (113 Cv)  | 157             | n.d                  | 9.9                  | 190                 | 11.5                 |
| 2.0i Twin Cam              | dal 1989 al 1992    | Benzina | 1998             | 90 kW (122 Cv)  | 171             | n.d                  | 9.7                  | 195                 | 13.7                 |
| 2.0i Turbo 16V RS Cosworth | dal 1988 al 1991    | Benzina | 1993             | 147 kW (200 Cv) | 276             | n.d                  | 6.5                  | 242                 | 9.7                  |
| 2.0 Cosworth               | dal 1991 al 1993    | Benzina | 1993             | 158 kW (215 Cv) | 285             | n.d                  | 6.9                  | 240                 | 10                   |
| 2.8i V6 XR                 | dal debutto al 1988 | Benzina | 2792             | 108 kW (147 Cv) | 214             | n.d                  | 8.8                  | 207                 | 9.1                  |
| 2.9i V6 XR                 | dal 1988 al 1990    | Benzina | 2933             | 107 kW (145 Cv) | 228             | n.d                  | 8.8                  | 205                 | 9.1                  |
| 1.8 Turbodiesel            | dal 1990 al 1993    | Diesel  | 1753             | 55 kW (75 Cv)   | 152             | n.d                  | 16.7                 | 157                 | 15.8                 |
| 2.3 Diesel                 | dal debutto al 1990 | Diesel  | 2304             | 48 kW (65 Cv)   | 136             | n.d                  | 19.1                 | 153                 | 14.3                 |

### Sierra RS Cosworth 4x4

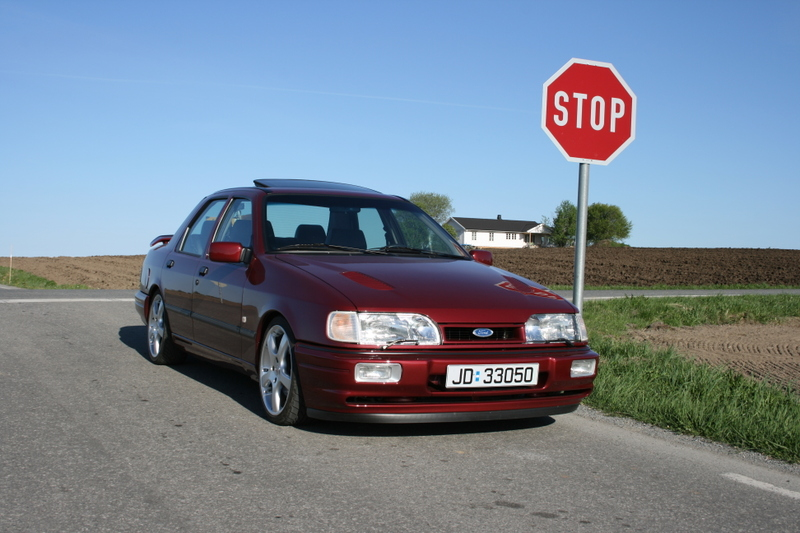
Ford Sierra RS Cosworth 4x4

Nel gennaio 1990, venne lanciata la terza versione della Sierra RS Cosworth. Già nel 1987, Mike Moreton e la Ford pensarono a una versione integrale della vettura per renderla competitiva nel WRC, ma l'essenziale trasmissione Borg-Warner T75 non fu disponibile fino al 1989.
Per questa versione della Sierra venne scelta la 4 porte, solamente perché aveva un potenziale di vendita maggiore rispetto alle altre varianti. Venne deciso in seguito che la nuova Sierra RS doveva essere la naturale evoluzione della progenitrice ed essere lanciata assieme al facelift del 1990.
Il tempo di attesa diede alla Ford una buona opportunità per condurre numerosi test e miglioramenti. I motori potenziati vennero designati YBJ per le vetture senza catalizzatore e YBG per quelle dotate del componente. Queste ultime avevano il coprivalvola di colore verde anziché rosso, per richiamare il rispetto per l'ambiente. Nonostante gli scarsissimi risultati in fatto di sicurezza, data la grande pericolosità della vettura in qualsiasi tipo di urto, non vennero introdotti degli airbag che equipaggiavano le vetture di quel segmento. La trazione integrale aumentò il peso di 100 kg, ma in compenso la potenza venne aumentata.

## Competizioni sportive

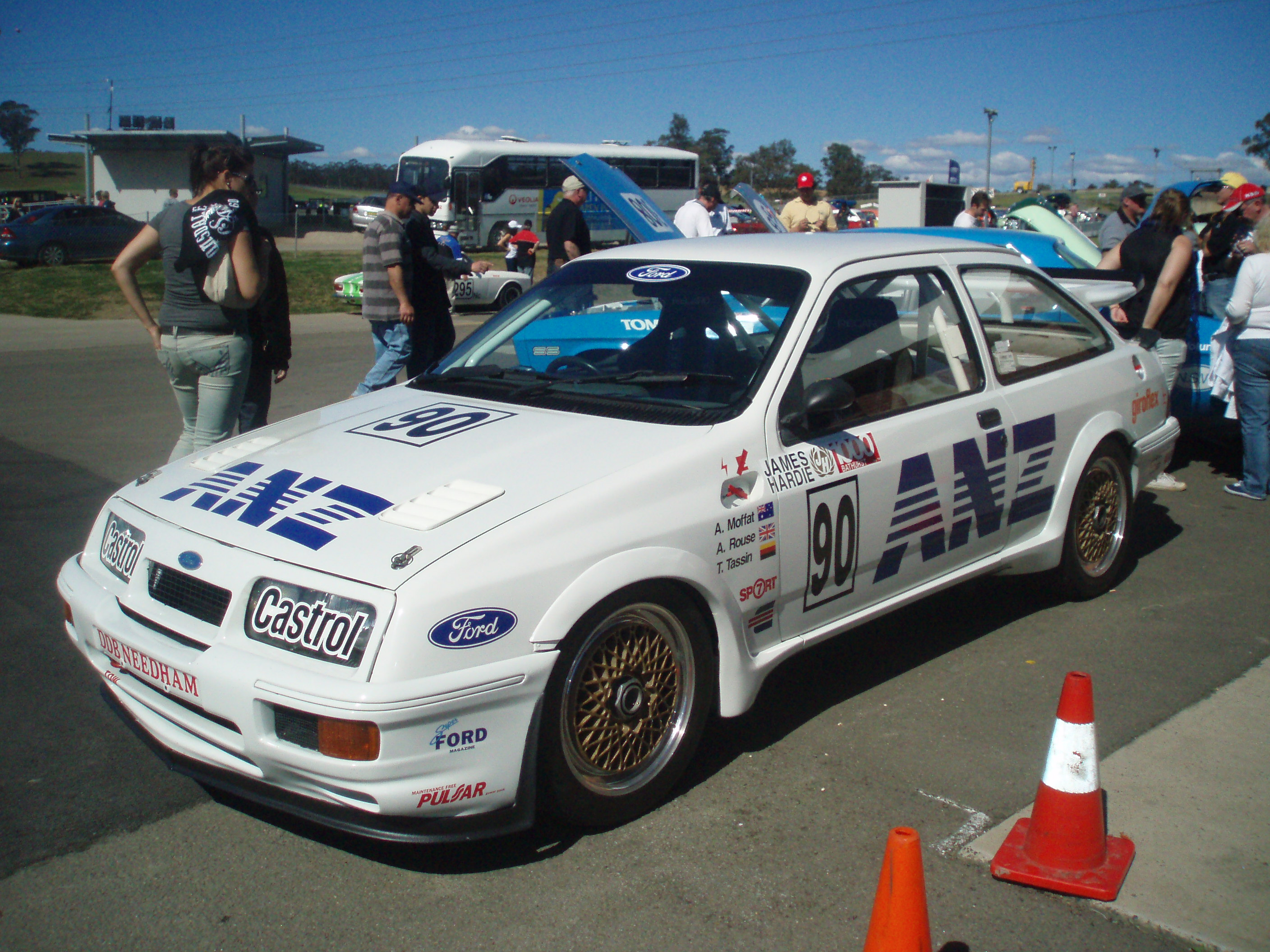
Ford Sierra RS500 Cosworth Group A del 1987 del pilota Allan Moffat sulla pista di Bathurst

In campo sportivo la Sierra si è ben distinta nelle competizioni per auto gran turismo derivate dalla serie, in particolare ha dominato vari British Touring Car Championship e l'edizione 1988 del Deutsche Tourenwagen Masters. Ha partecipato anche al Campionato del mondo rally con alla guida piloti come Carlos Sainz, Massimo Biasion, François Delecour e Juha Kankkunen.